# Fredrik Hansen
Fredrik Hansen PSS (ur. 13 czerwca 1979 w Drammen) – norweski biskup rzymskokatolicki, od 2025 biskup Oslo. 

## Życiorys
Święcenia kapłańskie otrzymał 21 kwietnia 2007 i został inkardynowany do diecezji Oslo. Po święceniach pracował jako sekretarz biskupi oraz jako wicerektor diecezjalnego seminarium. Otrzymał przygotowanie do służby dyplomatycznej na Papieskiej Akademii Kościelnej. W latach 2013–2015 pracował jako sekretarz w nuncjaturze apostolskiej w Hondurasie, a następnie był pracownikiem w Stałym Przedstawicielstwie Stolicy Apostolskiej przy Biurze Narodów Zjednoczonych i Agencjach Wyspecjalizowanych w Wiedniu (2015–2019) oraz w misji Stałego Obserwatora Stolicy Apostolskiej przy ONZ (2019–2022). W 2022 wstąpił do zakonu sulpicjanów i został wykładowcą zakonnego uniwersytetu w Baltimore.
1 listopada 2024 papież Franciszek mianował go biskupem koadiutorem diecezji Oslo. Sakrę biskupią przyjął 18 stycznia 2025 z rąk kardynała Pietro Parolina. Urząd biskupa diecezjalnego, objął 16 lipca 2025 po przejściu na emeryturę poprzednika.